# Beth Rodden
Beth Rodden (ur. 5 kwietnia 1980 w San Francisco) – amerykańska wspinaczka sportowa znana z pokonania wielu trudnych jednowyciągowych dróg wspinaczkowych. Była najmłodszą kobietą, która pokonała drogę o wycenie 5.14a (8b+) i jedną z niewielu kobiet na świecie, która pokonała stylem RP klasyczną drogę wspinaczkową o wycenie 5.14c (8c+). Razem ze swoim ówczesnym partnerem wspinaczkowym Tommym Caldwellem, ustanowiła drugie wolne przejście The Nose, a samodzielnie pierwsze przejście drogi Meltdown, jednego z najtrudniejszych tradycyjnych przejść na świecie.

## Kariera wspinaczkowa
Rodden zaczęła wspinać się w 1995 w The Rocknasium, na lokalnej ściance wspinaczkowej w Davis w Kalifornii. W 1996, 1997 i 1998 wygrała Junior National JCCA Championships. W 1997 i 1998 zajęła pierwsze miejsce w krajowej klasyfikacji generalnej ASCF dla dorosłych, a w 1998 trzecie miejsce podczas ASCF Fall Nationals.
W 1998 Rodden ponownie przeszła stylem RP drogę sportową To Bolt Or Not To Be, historyczną pierwszą drogę wspinaczkową w Stanach Zjednoczonych o wycenie 5.14. Została najmłodszą kobietą, która pokonała drogę o wycenie 5.14a. Jej osiągnięcia zrobiły wrażenie na pionierce wspinaczki klasycznej, Lynn Hill, która w 1999 zaprosiła Rodden do pierwszego przejścia kobiet przez masyw Tsaranoro na Madagaskarze. Podróż na Madagaskar rozpoczęła przemianę w karierze wspinaczkowej Rodden, skupionej dotąd na mniej popularnych drogach tradycyjnych.
W 2000 wraz z Tommym Caldwellem dokonała pierwszego przejścia drogi Lurking Fear stylem klasycznym, dokonując tym samym drugiego przejścia El Capitan stylem klasycznym i przez kobietę. W październiku 2001 wspięła się na El Capitan. Wspinaczka odbyła się podczas imprezy Americares, zorganizowanej, by zebrać pieniądze dla rodzin personelu ratunkowego z 11 września. W maju 2002 Rodden pokonała stylem OS drogę Phoenix, szczelinę w Yosemite o wycenie 5.13a. Dzięki przejściu Lurking Fear i The Nowe (2005) stała się pierwszą kobietą, która na formacji El Capitan przeszła stylem klasycznym dwie drogi. W październiku 2005 przyszła drogę The Optimist, stając się tym samym pierwszą Amerykanką, która przeszła drogę stylem RP o wycenie 5.14b.
W 2006 razem z ówczesnym mężem Tommym Caldwellem wzięła udział w Triple Crown Bouldering Series, aby uzbierać pieniądze na zakup gruntów dla wspinaczy w trudno dostępnych regionach.
W lutym 2008 jako pierwsza przeszła stylem RP drogę Meltdown, szczelinę w Yosemite. Wcześniej dokonał tego Ron Kauk. Proponowana wycena 5.14c czyniła z tej drogi najtrudniejszy wyciąg w Yosemite, a Rodden była pierwszą kobietą, która przeszła drogę o tej wycenie. Mimo że jej czyn próbowało powtórzyć wielu utalentowanych wspinaczy, przejście udało się powtórzyć dopiero po 11 latach.

## Zakładniczka w Kirgistanie
Podczas wycieczki wspinaczkowe do doliny Kara Su w Kirgistanie w sierpniu 2000 Rodden wraz ze swoim ówczesnym chłopakiem Tommym Caldwellem, kolegą Jasonem „Singer” Smithem i fotografem Johnem Dickeyem przez sześć dni byli zakładnikami rebeliantów z Islamskiego Ruchu Uzbekistanu. Byli zmuszeni do ukrywania się w dolinie, ponieważ oprawcy unikali kirgiskiego wojska. O północy 18 sierpnia dowódca rebeliantów zostawił zakładników i wyruszył na poszukiwania baterii do radia oraz jedzenia. Pozostawił tylko jednego strażnika, Ravshana Sharipova, który miał pilnować czwórki jeńców. W przypływie desperacji i skrajnego wycieńczenia Caldwell zepchnął z krawędzi urwiska strażnika, który przeżył upadek z wysokości. Rodden mówiła później: Trudno o tym teraz myśleć, ale baliśmy się, że nie przeżyjemy Ich historia była sensacją w amerykańskich mediach.

## Życie prywatne
Rodden poznała Tommy'ego Caldwella podczas zawodów w 1995. Zaczęli spotykać się w 2000, na krótko przed wyprawą do Kirgistanu. Pobrali się w 2003, mieszkali w Yosemite i oboje pracowali jako zawodowi wspinacze. Rozwiedli się w 2009.
W 2014 urodziła syna. Dziecko ma z mężem Randym Puro.
Rodden na początku kariery zmagała się z zaburzeniami odżywiania. Współcześnie krytykuje wagę jako jeden z kluczowych wyznaczników w sporcie.

## Ważne przejścia
- ok. 1997: Country Boy (5.13d, drugie przejście) w Lumpy Ridge, Estes Park Valley, Kolorado
- 1998: Bolt or Not to Be (5.14a, 8b+) w Smith Rock State Park, Oregon
- 1999: Bravo les Filles (VI 5.13d A0, 13 wyciągów, z Lynn Hill, Nancy Feagin i Kath Pyke) w Masywie Tsaranoro na Madagaskarze[15]
- 1999/2000: Disco Machine Gun (5.13, pierwsze przejście) Indian Creek Canyon, Moab, Utah
- 2000: Lurking Fear (5.10 A3, pierwsze przejście z Tommym Caldwellem) na El Capitan, Yosemite Valley. Początkowo droga wyceniana na 5.10 A3, pierwsze siedem wyciągów o wycenie 5.12c, 5.13c, 5.12d, 5.12d, 5.12a, 5.12c i 5.13c[16][17]
- 2002: The Phoenix (5.13a, pierwsze przejście kobiety stylem OS) Upper Cascade Falls, Yosemite Valley, Kalifornia[2]
- 2002: Grand Illusion (5.13c, OS, pierwsze przejście kobiet) w Sugarloaf w Kalifornii
- 2003: Sarchasm (5.14a, 8b+, drugie przejście) Longs Peak, Park Narodowy Gór Skalistych, Kolorado[18]
- 2003: West Buttress (5.13c, pierwsze przejście z Tommym Caldwellem) na El Capitan, Yosemite Valley. Wszystkie wyciągi były pokonane stylem RP w różnych odstępach czasowych, nie pokonano jeszcze całej drogi ciągiem stylem klasycznym[17]
- 2005:  Anaconda (5.13b/c, pierwsze kobiece przejście stylem klasycznym) w Lumpy Ridge, Rocky Mountain National Park, Kolorado[19]
- 2005: Grand Wall (5.13b, pierwsze przejście) droga wielowyciągowa w Squamish, B.C. Kanada
- 2005: Optymist (5.14b, pierwsze przejście) w Smith Rock State Park, Oregon
- 2005: The Nose (VI 5.14a, 3./4. pierwsze przejście z Tommym Caldwellem) na El Capitan, Yosemite Valley, Kalifornia. W październiku Caldwell i Rodden poprowadzili około połowy z 31 wyciągów tej drogi i przeszli stylem klasycznym każdy z wyciągów[20][21]
- 2008: Meltdown (bez oceny, szacowane na 5.14c, pierwsze przejście), Upper Cascade Falls, Yosemite Valley, Kalifornia. Przez większą część zimy pracowała na 70-metrowym szczelinie, zanim przeszła nią stylem RP.

## Filmografia
- 2005: Dosage Volume III[22] (bigUP productions) – Rodden na The Optimist.
- 2006: Wall Rats[23] (Form Follows Function/Yegg Central Productions)
- 2006: The First Couple of Rock (Corey Rich and Jason Paur) – film skupiający się na Beth Rodden i Tommym Caldwellu jako małżeństwie wspinaczy
- 2008: Dosage Volume V[24] (bigUP productions) – o Rodden na wielu trudnych tradycyjnych drogach, m.in. Meltdown
- 2008: Grand Canyon Walls (bigUP productions/Sender Films)